# ایورت لوندکویست
ایورت لوندکویست (سوئدی: Evert Lundqvist؛ ۲۷ فوریه ۱۹۰۰ – ۱۹ فوریه ۱۹۷۹) بازیکن فوتبال اهل سوئد بود.
وی در بازی‌های المپیک تابستانی ۱۹۲۴ برندهٔ مدال برنز شده‌است.